# کورومندل ولی، استرالیای جنوبی
کورومندل ولی (به انگلیسی: Coromandel Valley) یک حومه شهر در استرالیا است که در استرالیای جنوبی واقع شده‌است.